# 国道N5号 (ガボン)
国道N5号線（こくどうエヌごごうせん、フランス語: Route nationale 5,Rn5、英語: N5 road）は、ガボンの国道。

## 概要
国道N5号線は、エスチュエール州・クグルで国道N1号分岐して東下し、インゴンの東でL107号が南に分岐してから東北に向きを変え、アソクでL108号が西南に分岐、赤道ギニア国境に近いメドゥヌ付近で赤道ギニア領内を通過してガボン領内に戻りR11号と分岐する。その後は赤道ギニア領内を迂回してさらに東北へ向かいウォレウ・ンテム州・ビバスで国道N2号に合流する。